# Florida Man
Florida Man ("Hombre de Florida") es un meme de Internet popularizado en 2013, en el que la frase "Florida Man" se toma de varios artículos noticiosos no relacionados que describen a personas que provienen o viven en Florida. Los usuarios de Internet suelen subir enlaces de noticias y artículos sobre delitos o eventos inusuales y extraños que ocurren en Florida, en particular aquellos en los que se menciona a "Florida Man" en un titular. Las historias llaman la atención pues indican que existe una supuesta notoriedad de que en Florida ocurren eventos extraños e inusuales. El periódico Miami New Times afirma que las leyes de libertad de información en Florida hacen que, en comparación con otros estados, se les facilite a los periodistas el acceso a información de arrestos y que esto explica la gran cantidad de artículos y noticias. Un artículo de CNN sobre este meme sugiere que la amplitud de los informes de las extrañas actividades de Florida Man se debe a una confluencia de factores: las leyes de registros públicos que brindan a los periodistas un acceso rápido y fácil a los informes policiales, el número alto de población del estado junto a su diversidad, y la falta de fondos para la salud mental.

## Origen
El meme se originó en febrero de 2013 por el feed de Twitter @_FloridaMan, que citaba titulares de noticias que contenían las palabras Florida man, como "Florida man run over by van after dog pushes accelerator" ("Hombre de Florida atropellado por una camioneta después de que un perro apretase el acelerador") o "Police arrest Florida man for drunken joy ride on motorized scooter at Wal-Mart" ("La policía arresta a un hombre de Florida por conducir ebrio en scooter motorizado en Wal-Mart"). El feed refiere que Florida Man es el "Peor superhéroe del mundo"

## Popularización
Florida ya tenía una reputación colorida en Internet; por ejemplo, el sitio web Fark ya tenía una etiqueta dedicada a Florida algunos años antes de la aparición del feed de Florida Man en Twitter. Después de la creación del feed de Twitter en enero de 2013 y su popularización simultánea en redes sociales como Reddit y Tumblr, el meme apareció en numerosos artículos e historias a lo largo de febrero de 2013.
Florida Man también fue referenciado en el episodio de apertura de la segunda temporada del programa de FX Atlanta como una entidad siniestra, referida por Darius como un "Johnny Appleseed de la derecha alternativa", quien comete una variedad de crímenes extraños en Florida como parte de un plan para mantener alejados a los votantes negros, interpretado por Kevin Waterman.
El 1 de noviembre de 2018, Desi Lydic de The Daily Show presentó un informe que investigaba de manera cómica el fenómeno de "Florida Man".
Una obra titulada "Florida Man" de Michael Presley Bobbitt se estrenó el 31 de julio de 2019 en el Theatre Row Studios de Nueva York.
En 2019, se desarrolló una dinámica en las redes sociales en la que se alentaba a las personas a escribir en el navegador "Florida Man" junto a la fecha de su cumpleaños, para encontrar algún hecho extraño que involucraba a un "Florida Man" en esa fecha.
El 31 de octubre de 2019, el presidente Donald Trump, según las fuentes, estaba cambiando su residencia de la ciudad de Nueva York a Palm Beach, Florida, que es la ubicación del complejo Mar-a-Lago que posee y visita con frecuencia. Las fuentes bromeaban con que Trump se estaría transformando en un "Florida Man", incluyendo a The Daily Show, quienes lanzaron una extensión para los navegadores Google Chrome y Mozilla Firefox que cambiaba el nombre de Trump por "Florida Man". El 24 de octubre de 2020, durante su manifestación a favor del candidato presidencial Joe Biden en Florida, Barack Obama se burló de Trump diciendo: "'Florida Man' ni siquiera haría estas cosas", refiriéndose a su manejo de la pandemia de COVID-19, y a asuntos internos y externos.
La banda estadounidense de rock clásico Blue Öyster Cult hizo referencia al fenómeno en la canción "Florida Man" en su álbum de 2020 The Symbol Remains.

## Recepción
El meme ha sido ampliamente visto como una confirmación de que existe una asociación entre Florida y la actividad extraña o humorística, y se ha comparado con los Premios Darwin. Ha habido una reacción violenta contra el meme, cuando la Columbia Journalism Review lo calificó como "una de las industrias caseras más oscuras y lucrativas del periodismo", donde "las historias tienden a dar ejemplos de la mítica rareza del 'Estado del Sol', pero a menudo simplemente documentan las adversidades de los adictos a las drogas, los enfermos mentales y las personas sin hogar".